# Kulim
Huyện Kulim là một huyện thuộc bang Kedah của Malaysia. Huyện Kulim có dân số thời điểm năm 2010 ước tính khoảng 282743 người.